# Abstract
Un abstract (sommario o sunto) è il riassunto, privo di interpretazioni o critiche, di un documento, come un articolo scientifico o una tesi universitaria. Il suo scopo è di permettere al lettore di comprendere in breve l'argomento e i punti principali del documento. Il termine è definito dalla norma internazionale ISO 214-1976 e dalla norma italiana 5127-1981, del 1987.
Esso trova la sua sede deputata in mezzi d'informazione "celeri" e aggiornabili periodicamente, come i giornali letterari nel XVII secolo e la scrittura digitale nell'era contemporanea.
La lunghezza del sunto varia in base alla disciplina e ai requisiti dell'editore. La lunghezza tipica varia da 100 a 500 parole, ma molto raramente più di una pagina e occasionalmente solo poche parole.

## Storia

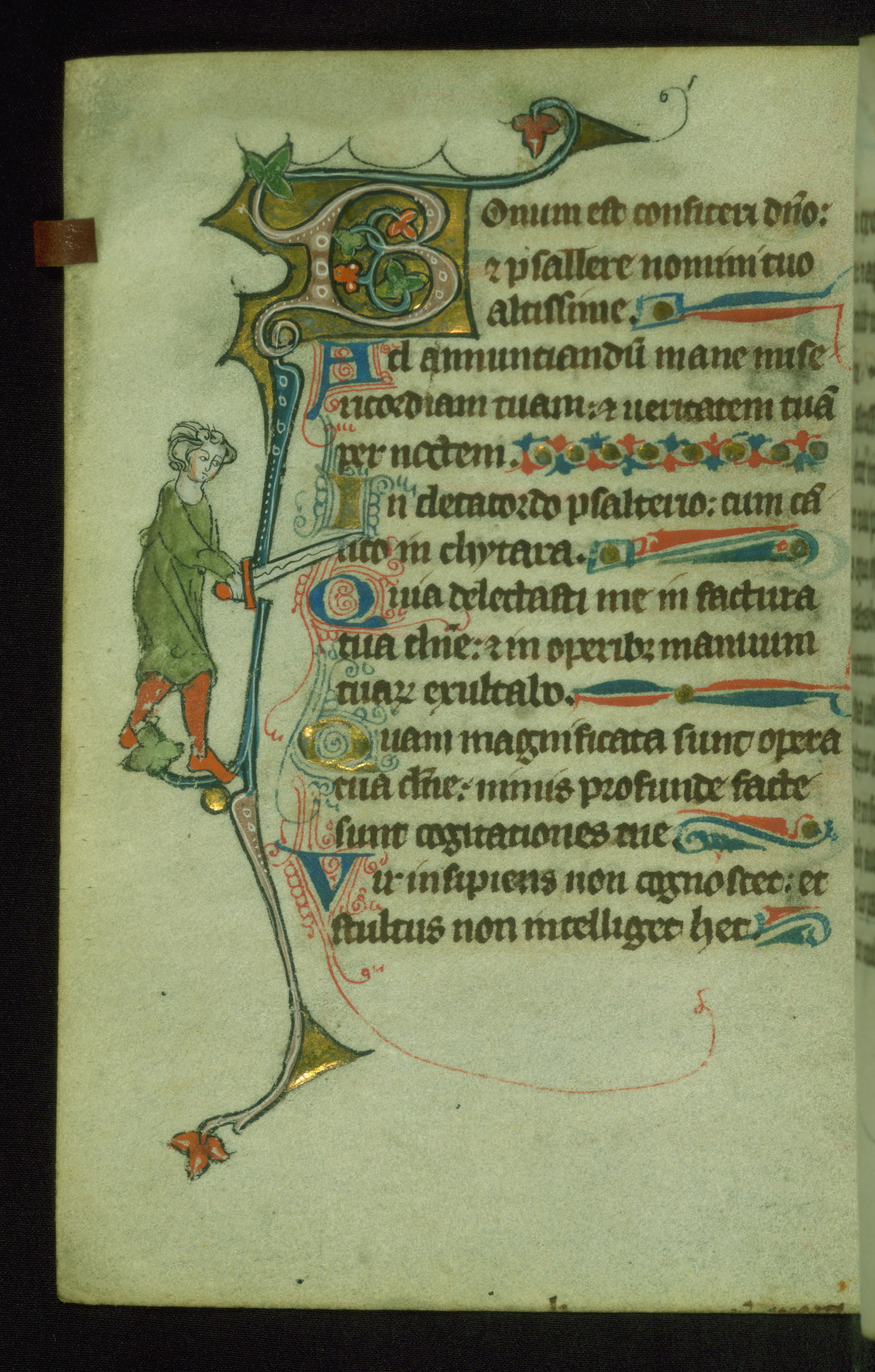
Esempio di marginalia

La storia dell'abstract risale a quando si è ritenuto necessario sintetizzare il contenuto dei documenti per rendere più accessibili le informazioni in essi contenute. In Mesopotamia all'inizio del II millennio a.C., buste di argilla progettate per proteggere i documenti cuneiformi chiusi dalla manomissione erano incise con il testo completo del documento o un riassunto. Nel mondo greco-romano, molti testi erano dei riassunti, conosciuti come epitomi; in molti casi le uniche informazioni su opere che non sono sopravvissute nell’era moderna provengono dalle loro epitomi arrivate fino a noi. Analogamente, il testo di molte commedie greche e romane antiche iniziava con un'ipotesi, ossia un breve testo che riassumeva la trama della commedia. Sono stati estratti anche documenti non letterari: i papiri Tebtunis trovati nella città dell'antico Egitto di Tebtunis contengono estratti di documenti legali. Durante il Medioevo, le pagine dei testi accademici contenevano riassunti dei loro contenuti come marginalia, così come alcuni manoscritti del Codice di Giustiniano.
Forse il primo uso di abstract di divulgazione scientifica risale all'inizio del 1800, quando la Royal Society pubblicava sommari che riassumevano i documenti presentati durante le riunioni. Tre decenni dopo, la Royal Society pubblicò Abstracts of the Papers Printed in the Philosophical Transactions of the Royal Society of London, una collezione di sunti di documenti pubblicati dal 1800 al 1837, nella rivista Philosophical Transactions. Questa pratica prese piede e in seguito la seguirono altri giornali. Forse il primo esempio di sommario legato allo stesso articolo risale al documento del 1919 On the Irregularities of Motion of the Foucault Pendulum pubblicato nel Physical Review, la più antica rivista pubblicata dall'American Physical Society, che ha spesso pubblicato abstract nei suoi volumi successivi.

## Descrizione
Nella letteratura accademica, l'abstract viene usato per riassumere brevemente delle ricerche complesse. Viene utilizzato da molte organizzazioni come base per selezionare la ricerca proposta per la presentazione sotto forma di poster, presentazione orale o presentazione ad uno workshop in una conferenza accademica. La maggior parte delle banche dati bibliografiche indicizza solo i sommari piuttosto che fornire l'intero testo dell'articolo. I testi completi di articoli scientifici spesso devono essere acquistati a causa dei diritti d'autore o dell'editore e quindi l'abstract è un punto di forza significativo per la ristampa o la forma elettronica del testo completo.
Il sommario può trasmettere i risultati principali e le conclusioni di un articolo scientifico, ma è necessario consultare l'articolo intero per i dettagli sulla metodologia, i risultati sperimentali e una discussione critica delle interpretazioni e delle conclusioni. Una volta che i documenti sono stati scelti dall’utente che effettua la ricerca in base al riassunto, devono essere letti attentamente per valutarne la pertinenza. È generalmente accettato il fatto che le citazioni di riferimento non debbano basarsi solo sull'abstract, ma sul contenuto di un intero articolo.
Secondo i risultati di uno studio pubblicato su PLOS Medicine, la «copertura esagerata e inappropriata dei risultati della ricerca nei media è in definitiva correlata alla segnalazione inesatta o all'interpretazione eccessiva dei risultati della ricerca in molte conclusioni basate sull'abstract». Uno studio pubblicato su JAMA ha concluso che «le incongruenze nei dati tra abstract e corpo e la segnalazione di dati e altre informazioni esclusivamente nell'abstract sono relativamente comuni». Altri «studi che confrontano l'accuratezza delle informazioni riportate in un abstract di una rivista con quelle riportate nel testo della pubblicazione completa hanno riscontrato affermazioni incoerenti o mancanti nel corpo dell'articolo completo».

## Criteri di selezione dei documenti
I criteri di 'selezione' sono necessari per isolare, nella grande quantità di informazioni prodotte, quelle realmente utili per il servizio informativo che si gestisce.
Tra questi elementi vanno segnalati:
- pertinenza tematica del documento;
- contributi nuovi nell'ambito tematico considerato;
- rapporti finali di rilevanza nel settore;
- documenti con circolazione limitata.